# Lombardeffekten

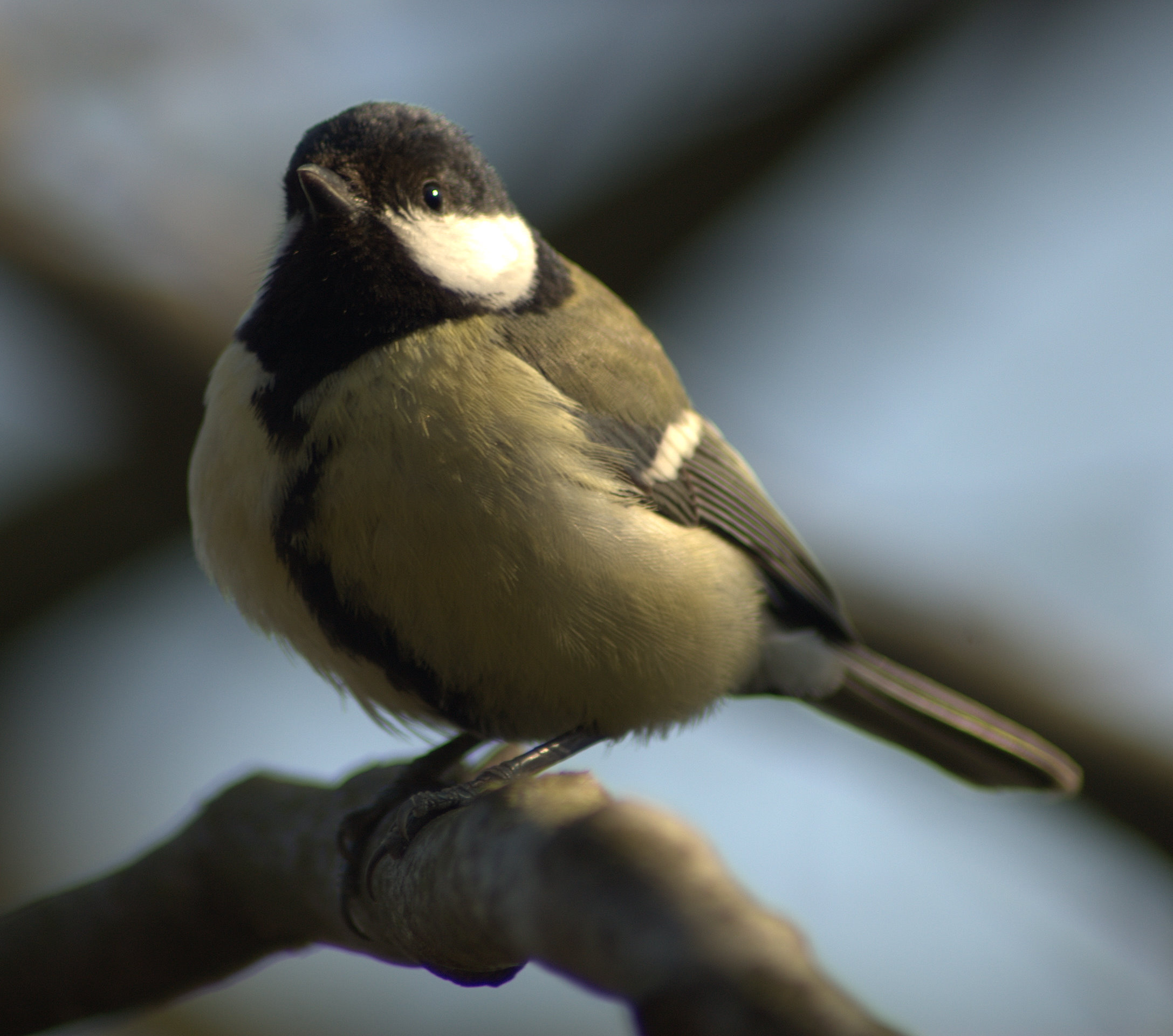
Talgoxar sjunger vid högre frekvenser i urbana miljöer med ljudföroreningar än i tysta miljöer.

Lombardeffekten är en ofrivillig tendens hos en talare att öka röststyrkan i bullriga miljöer för att öka hörbarheten av sin röst. Förändringen är dels en högre amplitud men även ton, stavelsers längd med mera. Dessa förändringar resulterar i ett förbättrat signal-brusförhållande av talarens ord.
Eftersom effekten är ofrivillig används den för att avslöja patienter som simulerar nedsatt hörsel.
Studier på fåglar, apor och fladdermöss visar att effekten även förekommer hos djur.